# Aleksandra Kosiorek
Aleksandra Monika Kosiorek (* 13. März 1985 in Danzig) ist eine polnische Kommunalpolitikerin und seit Mai 2024 Stadtpräsidentin von Gdynia.

## Leben und Beruf
Nach dem Besuch der Grundschule und der Sekundarschule studierte Kosiorek an der Universität Danzig Rechtswissenschaften. 2013 wurde sie als Rechtsanwältin zugelassen und spezialisierte sich auf den Bereich des Medizinrechts. Seit 2020 war sie Koordinatorin der Rechtsberater und Anwälte bei der Bezirksärztekammer Danzig. Sie ist verheiratet und Mutter eines Sohnes und einer Tochter.

## Politik
Kosiorek ist Mitglied des Wahlkomitees „Gdynia Dialog“. Sie beteiligte sich an den Protesten gegen die Justizreform in Polen und war eine der lokalen Anführerinnen des allpolnischen Frauenstreiks gegen die Verschärfung des Abtreibungsrechts. Nachdem sie die internen Vorwahlen gewonnen hatte, wurde sie im Oktober 2023 als Kandidatin des Wahlkomitees „Gdynia Dialog“ für das Amt der Stadtpräsidentin von Gdynia benannt. Bei den Selbstverwaltungswahlen 2024 erreichte sie im ersten Wahlgang mit 34,4 % das beste Ergebnis. In der Stichwahl setzte sie mit 62,5 % gegen Tadeusz Szemiot von der Koalicja Obywatelska durch und wurde damit Nachfolgerin des bisherigen Amtsinhabers Wojciech Szczurek, der bereits im ersten Wahlgang ausgeschieden war.